# Мер-де-Глас
Мер-де-Глас (фр. Mer de Glace — «море льда») — сложный долинный ледник во Французских Альпах, на северном склоне массива Монблан.
Длина ледника составляет 12 км, площадь — 33,1 км², толщина льда достигает 400 м. Фирновая линия на высоте 2920 м. Мер-де-Глас образуется из четырёх потоков льда и спускается в долину Шамони до высоты 1470 м. Вытекающий из него водный поток впадает в реку Арв. В настоящее время ледник отступает, за последние 100 лет его площадь уменьшилась более чем на четверть.
Мер-де-Глас — популярный объект туризма: над ним проходит подвесная дорога из Франции в Италию через пик Эгюий-дю-Миди (3842 м).